# Bert Spee
Bert Spee ('s-Hertogenbosch, 14 september 1966) is een Nederlands voormalig profvoetballer die tussen 1991 en 1995 uitkwam voor VVV.
Spee doorliep de jeugdopleiding van SV Venray waar hij in 1985 doorstroomde naar het eerste elftal. In 1988 plukte Piet de Visser de talentvolle verdediger weg bij de Venrayse hoofdklasser. Bij gebrek aan speeltijd bij Willem II keerde hij na een jaar alweer terug naar Venray. Twee jaar later maakte Spee zijn rentree in het betaald voetbal bij VVV. Op 21 augustus 1991 debuteerde hij namens de Venlose eredivisionist tijdens een uitwedstrijd bij Willem II (4-0), als invaller voor Maurice Rayer. Drie minuten voor het einde werd hij na een tweede gele kaart van het veld gestuurd. Drie dagen later, in de uitwedstrijd bij SVV/Dordrecht'90 (6-1) haalde Spee opnieuw niet het einde van de wedstrijd, ditmaal na een directe rode kaart. Na vier seizoenen VVV maakte hij in 1995 zijn tweede comeback bij SV Venray. Nadien kwam Spee nog uit voor de amateurs van Wilhelmina '08, SV Deurne, SV Panningen, VV Geldrop en opnieuw SV Venray. In 2007 zette hij daar op 40-jarige leeftijd een punt achter zijn spelersloopbaan.

## Profstatistieken
| Seizoen         | Club            | Competitie      | Competitie | Competitie | Beker | Beker | Nacompetitie | Nacompetitie | Totaal | Totaal |
| Seizoen         | Club            | Competitie      | Wed.       | Dlp.       | Wed.  | Dlp.  | Wed.         | Dlp.         | Wed.   | Dlp.   |
| --------------- | --------------- | --------------- | ---------- | ---------- | ----- | ----- | ------------ | ------------ | ------ | ------ |
| 1988/89         | Willem II       | Eredivisie      | 0          | 0          | 0     | 0     | —            | —            | 0      | 0      |
| 1991/92         | VVV             | Eredivisie      | 14         | 0          | 2     | 0     | —            | —            | 16     | 0      |
| 1992/93         | VVV             | Eerste divisie  | 7          | 0          | 0     | 0     | —            | —            | 7      | 0      |
| 1993/94         | VVV             | Eredivisie      | 24         | 0          | 2     | 0     | 6            | 0            | 32     | 0      |
| 1994/95         | VVV             | Eerste divisie  | 28         | 2          | 4     | 0     | 0            | 0            | 32     | 2      |
| Carrière totaal | Carrière totaal | Carrière totaal | 73         | 3          | 8     | 0     | 6            | 0            | 87     | 2      |